# Нестериха (Бурятия)
Не́стериха — село в Баргузинском районе Бурятии. Входит в сельское поселение «Баргузинское».

## География
Расположено на речке Нестерихе, в 2,5 км к северо-западу от места её впадения в Баргузин (по правому берегу), в 7 км к северо-востоку от районного центра, села Баргузин, в 1,5 км к югу от Баргузинского тракта.

## Население
| 2002 | 2010 |
| ---- | ---- |
| 291  | ↘269 |

## Инфраструктура
Начальная общеобразовательная школа, сельский клуб, фельдшерско-акушерский пункт.

## Экономика
Крестьянско-фермерское хозяйство, личные подсобные хозяйства.